# Roodbruin trechtertje
Het roodbruin trechtertje (Omphalina pyxidata) is een soort uit de orde Agaricales. De familie is ongeplaatst (incertae sedis). Het leeft saprofiet tussen levende bladmossen. Het komt voor op humusarme zandgrond in de kustduinen, duingraslanden en voedselarme graslanden op zand en leem, ook op oude brandplekken.

## Kenmerken

### Uiterlijke kenmerken
Hoed
De hoed heeft een diameter van 6-30 (40) mm. De vorm is jong gewelfd tot vlak met een ingerolde rand en naarmate het vruchtlichaam ouder wordt wordt het vlakker, meer trechtervormig en het centrum meer ingedeukt. De hoedrand is meestal gekarteld. De kleur is roodbruin, verblekend tot oranje bruin of roze bruin bij opdrogen en aan de rand bleker en doorschijnend gestreept.
Lamellen
De lamellen zijn kort tot lang en op de steel aflopend. De kleur is bleek vleeskleurig of beige-bruin. Vaak met tussenlamellen en gevorkte lamellen. De plaatjes staan vrij wijd uiteen en zijn dikkig. Er zijn 18-25 lamellen die rijken tot aan de steel.
Steel
De steel is ongeveer net zo lang als de diameter van de hoed. De dikte van de steel is 1-4 mm. De vorm is cilindrisch of met een iets verdikte basis. De kleur is bruin tot oker rood en de structuur is glad of heel fijn harig of vezelig en het oppervlak is droog. Er is geen velum aanwezig.
Geur
Het vlees is dun, onderhuids van witachtig oker tot lichtbruin oker, zonder duidelijke geur of smaak.
Sporenprint
De sporenprint is wit.

### Microscopische kenmerken
De basidia zijn 2- of 4-sporen, knotsvormig, 28–46(–60) × 6–9 μm groot met sterigmata 3–7 μm lang, meestal met gespen. De sporen zijn glad ellipsvormig in vooraanzicht, traanvormig tot licht amandelvormig in zijaanzicht en hebben de afmeting 7-9 (19) × 4,5-5 (6) μm (Q=1,3–1,7, Q-avg=1,51). Cheilocystidia zijn cilindrisch, slank, met taps toelopende of licht gezwollen punten, sommige zijdelings afgeplat, hyaliene, dunwandig en meten 23–45 × 3–6 × 2,5–5 µm. Pleurocystidia vergelijkbaar met cheilocystidia, maar iets langer en meten 25–65 × 3,5–5,5 × 2,5–5(–7) μm. Het lamelaire trama bestaande uit hyfen van 3,3–7 μm breed. Pileocystidia talrijk, spoelvormig tot flesvormig, 35–60 × 3,5–9 × 3,5–5 µm. Caulocystidia vergelijkbaar met hymenium cystidia (30–65 × 4–5 × 3–5 µm).

## Voorkomen
Het roodbruin trechtertje komt voor op alle continenten behalve Afrika en Antarctica. In Nederland komt het vaak voor aan de kust en is verder op in het land vrij zeldzaam. Het is niet bedreigd en staat niet op de rode lijst.

## Vergelijkbare soorten
Het roodbruin trechtertje vertoont gelijkenis met:
- Duinmostrechtertje (Omphalina galericolor), maar deze is geelbruin tot vleeskleurig
- Bittere trechterzwam (Pseudoomphalina pachyphylla), maar deze heeft een ongestreepte hoedrand, melige geur en een bittere smaak.